# Andrej Anton Uršič
Andrej Anton Uršič, slovenski rimskokatoliški duhovnik in šahovski problemist, * 3. september, 1864, Sovodnje (it. Savogna d' Isonzo) pri Gorici, † 1. september 1925, Vogrsko.

## Življenje in delo
Uršič je v letih 1879−1886 obiskoval gimnazijo v Gorici, nato študiral bogoslovje (1886-1890) in bil 1890 posvečen v duhovnika. Kot kaplan je služboval v Kanalu (1891-1893), v Oblokah (1894–1900), kot vikar v Orehku (1900–1906) in kot župnik v Šlovrencu (1906-1915). Med 1. svet. vojno so ga Italijani maja ali junija 1915 z drugimi slovenskimi duhovniki in učitelji iz Brd internirali v Cremoni (Lombardija) in ga pozneje premestili v Florenco, kjer je ostal do 1919. Po vrnitvi na Goriško je 1920 prevzel župnijo na Vogrskem in jo upravljal do smrti.
Ušič je eden najpomembnejših slovenskih šahovskih problemistov. »Lepo število nagrad in častnih priznanj na mednarodnih problemskih turnirjih dokazuje, da je v 1. desetletju 20. stoletja tja do 1. svet. vojne sodil v vrh svetovnih problemskih mojstrov …« (tako o njem Ivan Zika). Za šah ga je navdušil prof. Fran Plohl na goriški gimnaziji, in ko je Ljubljanski zvon (LZ) odprl januarja 1885 šahovsko rubriko, je bil v vsaki številki objavljen vsaj po en šahovski problem; že v februaja je med reševalci I. naloge tudi Uršič, tkrat še dijak iz Gorice. Ponovno ga najdemo med petimi reševalci 12., 13. in 14. naloge, a v isti 11. št. (LZ 1885) je Uršič po vsej verjetnosti tudi »neimenovani zložitelj« iz Gorice, za katerega je poslal problem štev. 15. V naslednji številki napoveduje LZ nove primere tega problemista–začetnika. Istočasno pa Uršič nadaljuje reševanje problemov v LZ 1886 (št. 16 prob. 18–25), 27. problem pa je spet delo »šaholjuba iz Gorice«. Razen v LZ je Uršič pošiljal od 1885 rešitve in probleme še v: Österr. Lesehalle, Illustrierte Zeitung (Leipzig) in druge tuje časopise (tam se podpisoval: A. U.; Anton; Uršič). En svoj problem je poslal 1887 v humoristični list Rogač (str. 72), ki je tudi vpeljal to rubriko. Uršič je popolnoma opustil  poročila o šahovskih turnirjih, o katerih je tudi pisal in se posvetil samo problemskemu šahu. Okoli sebe je zbral krog mednarodnih mojstrov, zlasti čeških, in objavil 400 problemov, med katerimi je bilo tudi 75 njegovih. Uršič se je na začetku zgledoval pri češki šoli iz konca 19. stoletja, a kmalu krenil na izvirne poti, ki jih odlikujeta izrazito bogastvo fantazije in kristalno čista tehnika izvedbe. Spekter njegovih problemov obsega končnice in zapletene pozicije z mnogimi figurami.
Uršič se je leta 1909  posvetil tudi vzgoji šahovskega naraščaja. V dijaškem listu Mentor je začel objavljati teoretični pouk o šahu »Navod za šahovo igro«, ki ga je razvijal skozi 4 letnike (1908–1912) in v naslednjih dveh letnikih do 1. svet. vojne dopolnil z »Razpravo v malem o šahovih nalogah ali problemih«. Uršičev »Navod za šahovsko igro obsega«: šahovsko terminologijo (z nekaterimi predlogi, ki jih praksa ni osvojila), teorijo otvoritev, razne osnovne vrste partij in končnic, medtem ko obravnava v »Razprava o …« predvsem teorijo šahovskih problemov. Njegov sistematični pouk o šahu je drugo (za Jankom Kalanom v LZ 1885–8) načelno razpravljanje o šahu pri Slovencih.
Uršič se je udeleževal največjih turnirjev in prejel visoka mednarodna priznanja: 1. nagrado za dvopoteznike Nizozemske šahovske zveze (1902);  2. častno priznanje na turnirju Rivista Scacchistice Italiane (1903); častno priznanje na tema–turnirju Armeeblatta (1904);  3.– 4. nagr. na turnirju za 3-poteznike Švicarske šahovske zveze (1905); častno priznanje na turnirju 3-potezn. Brighton Hove Society; 4.–5. nagrado Journal Historial Barcelona in 1. nagr. Problskega turnirja Nemške šah. zveze;  3. nagrado na turnirju 3-potezn. v Kopenhagnu (1907); častno priznanje na turnirju 3-potezn. v Moskvi, itd.
Uršič je zbral veliko šahovsko knjižnico, ki mu jo je obenem z objavljenimi in neobjavljenimi problemi uničila 1. svetovna vojna. Gradivo, ki mu ga je uspelo po vojni ponovno zbrati, je namenil malemu semenišču v Gorici, kjer pa se je na žalost tudi porazgubilo.